# Kora Kang
Der Kora Kang ist ein Gipfel im Himalaya an der Grenze zwischen Sikkim in Indien und Tibet in China.
Der Kora Kang hat eine Höhe von 6601 m. Er liegt im östlichen Himalaya-Hauptkamm im Nordwesten von Sikkim an der Grenze zu Tibet. An seiner Ost- und Westflanke strömen Gletscher in nördlicher Richtung und enden beide in einem Gletscherrandsee. Diese liegen im Einzugsgebiet des Yairu Zangbo, einem linken Nebenfluss des Bum Chu (Oberlauf des Arun). 10,71 km westsüdwestlich erhebt sich der Chorten Nyima (6927 m), der höchste Berg der Chorten-Nyima-Gruppe.
Im Himalayan Index sind keine Besteigungen des Kora Kang dokumentiert.